# فرودگاه اوندانگوا
فرودگاه اوندانگوا (به انگلیسی: Ondangwa Airport) یک فرودگاه همگانی با کد یاتا OND است که یک باند فرود آسفالت دارد و طول باند آن ۲۹۸۷ متر است. این فرودگاه در کشور نامیبیا قرار دارد و در ارتفاع ۱۰۹۷ متری از سطح دریا واقع شده است.

## شرکت‌های هواپیمایی و مقصدهای پروازی
ایر نامیبیا operates daily flights between Ondangwa and اروس. The flight takes 45 minutes.
| شرکت‌های هواپیمایی | مقصدهای پروازی |
| ----------------- | -------------- |
| ایر نامیبیا       | اروس           |